# Frederico Westphalen (gemeente)
Frederico Westphalen is een gemeente in de Braziliaanse deelstaat Rio Grande do Sul. De gemeente telt 28.428 inwoners (schatting 2009).

## Aangrenzende gemeenten
De gemeente grenst aan Ametista do Sul, Caiçara, Cristal do Sul, Iraí, Seberi, Taquaruçu do Sul, Vicente Dutra en Vista Alegre.

## Verkeer en vervoer
De plaats ligt aan de wegen BR-158, BR-386, RS-150, RS-591 en ongeveer 5 kilometer zuidelijk de BR-472.